# Ocotea odorifera
Ocotea odorifera, conhecida pelos nomes comuns canela-sassafrás ou sassafrás,  é uma espécie da flora brasileira ameaçada de extinção do ecossistema da Mata Atlântica, segundo o IBAMA.

## Descrição
A espécie Ocotea odorifera está em floração em dezembro e janeiro, produzindo flores de coloração amarela. Os frutos maturam nos meses de maio e junho. A espécie, conhecida pelo nome comercial de canela-sassafrás é utilizada para extracção de óleo sassafrás, construção de móveis e construções em geral. Ocotea odorifera é uma fonte natural de safrol.
O sassafrás é nativo de florestas e capões e parente da canela, do louro e da imbuia. Seu óleo, com aplicações em perfumaria e na fabricação de inseticidas, tem uma característica importantíssima: sua densidade nunca se altera, mesmo em altas variações de temperatura. Essa estabilidade é vital para aparelhos de precisão e já foi muito utilizado em aeronaves e até em espaçonaves. Para esta aplicação (aparelhos de precisão), atualmente é utilizado um óleo semelhante de outra planta. Sua cultivação não é popular, pois o sassafrás cresce bem devagar e dá frutos de vez em quando, sendo assim, ninguém o cultiva.